# Горпинка
Горпи́нка — річка в Україні, у межах Львівського району Львівської області. Ліва притока Західного Бугу (басейн Вісли).

## Опис
Довжина 20 км, площа басейну 69,3 км². Річка типово рівнинна. Долина широка, місцями заболочена, поросла луками. Річище слабозвивисте, на значній протяжності каналізоване і випрямлене, дно переважно мулисте.

## Розташування
Горпинка бере початок на південь від села Якимів (витікає з великого ставу). Тече в межах Надбужанської котловини переважно на північ, місцями на північний схід. Впадає до Західного Бугу біля західної околиці села Тадані.